# Codice 3: emergenza assoluta
Codice 3: emergenza assoluta (Mother, Jugs & Speed) è un film commedia del 1976 diretto da Peter Yates.

## Versione TV
La 20th Century Fox tentò di trasformare il film in una serie televisiva, sebbene nessuno del cast originale vi partecipasse.  Il programma fu intitolato Mother, Juggs & Speed con una doppia "g" perché la rete televisiva non avrebbe permesso alla protagonista femminile di avere un nome che facesse esplicito riferimento ai suoi seni (jugs è infatti un termine gergale, in inglese, stante ad indicare un seno di grosse dimensioni). Quindi, i produttori aggiunsero il concetto che il soprannome di Jennifer era stato preso dal suo vero cognome, Juggston. Il progetto della serie non giunse a conclusione, ma l'ABC mandò comunque in onda la puntata pilota sotto forma di uno speciale Tv il 17 agosto 1978.

## Produzione
Joseph Barbera, metà del leggendario duo Hanna-Barbera, svolse il ruolo di produttore esecutivo per il film. Tom Mankiewicz disse che era stata un'idea dello stesso Barbera girare un film sulle corse in ambulanza. Strinse un accordo con la 20th Century Fox che pagò uno sceneggiatore per scrivere il copione. Mankiewicz, noto per avere scritto molti film di James Bond, si disse interessato e fu assunto. Egli fece ricerche sull'argomento e scrisse la sceneggiatura, poi consegnata al regista Peter Yates.
Yates e Mankiewicz pensavano che il ruolo del protagonista Mother Tucker fosse perfetto per Gene Hackman ma egli declinò l'offerta perché era esausto a causa della lavorazione del film In tre sul Lucky Lady. Tuttavia egli raccomandò Bill Cosby per la parte. Il budget limitato significava che gli attori dovevano accettare pagamenti differiti. Il ruolo della protagonista femminile era stato offerto a Valerie Perrine ma la donna non accettò il pagamento dilazionato del cachet, quindi venne scelta Raquel Welch al suo posto.
Originariamente era stato previsto nel cast del film un ruolo per la wrestler Lillian Ellison (The Fabulous Moolah), ma la lottatrice dovette abbandonare il progetto a causa di un'infezione alla cistifellea.